# Зубенко Владислав Віталійович
Владислав Віталійович Зубенко (22 квітня 1991, Харків, УРСР — 28 лютого 2014, Київ, Україна) — громадський активіст, учасник Євромайдану. Герой «Небесної Сотні». Герой України.

## Біографія
Владислав відмінно навчався, писав вірші, брав участь в олімпіадах. З десятого класу очолював шкільне самоврядування. Займався благодійністю: їздив у дитячі притулки і влаштовував з однодумцями там свята для сиріт.
Закінчив НВК № 15 на районі ХТЗ.
Влад брав участь у програмах з пропагування здорового способу життя, був волонтером-скаутом YMCA України, волонтером ЦСССДМ Дзержинського району Харкова, а також гравцем спортивної версії «Що? Де? Коли?». З червоним дипломом закінчив Харківську залізничну академію. З-поміж усіх студентів, Владислав вирізнявся і високим рівнем національної свідомості.
Після закінчення академії працював контролером на Південній залізниці. Був поетом, волонтером. Владислав виступав на чемпіонаті світу з історичного бою за збірну України. Опісля загибелі за ним символічно було закріплено її перше місце.
Захоплювався історичною реконструкцією. Дуже любив читати, часом витрачав на книжки останні гроші.
Влад відчував, що піде з життя рано, він говорив: «Самозбереження — не мета мого життя. Треба все робити максимально швидко. Життя — таке коротке. Нічого не можна відкладати на завтра, коли можна зробити це сьогодні».

## НаМайдані
Влад мав активну громадську позицію, був прихильником ВО «Свобода». Брав участь у патріотичних акціях протесту: на підтримку родини Павличенків, пам'яті героїв Крут. Разом з побратимами він щодня приходив на Євромайдан у Харкові. Іноді виступав з промовами про прагнення справедливості та кращого майбутнього для України.
Після кривавих подій 18 лютого, Влад зустрів побратимів на Харківському Євромайдані і повідомив їм про своє рішення їхати до столиці. На його сторінці в соціальній мережі залишив повідомлення, що на Майдан поїхав, «тому що це мій вибір». З собою взяв лицарські обладунки.
Дорога до Києва зайняла 18 годин автомобілем, довелось об'їжджати блокпости і міліцейські кордони. На майдані Влад зміцнював барикади колесами, бруківкою, мішками з камінням. Спати доводилось де прийдеться. В одному з останніх записів в соціальній мережі Влад закликав усіх на Майдан: «люди, люди… 10 тисяч на всю Україну знайшлося сміливців… Вилізьте від комп'ютерів, на майдан пройти можна! Решта дивляться реаліті-шоу по тв».
На кадрах із Інститутської зафільмовано, як Владислав, Юрій Паращук, Євген Котляр, накрившися щитами піднімаються вгору, щоб забрати поранених. Згодом всіх трьох харків'ян не стало. 
Першим загинув Юрій Паращук. Євген, який зазвичай ішов першим, був поранений у стегно; коли медики робили йому перев'язку, снайпер дострелив його пострілом у шию. Влад Зубенко отримав кулю, закриваючи щитом і тілом ноші з пораненим, якого медики виносили сходами до готелю «Україна».
Батько не міг додзвонитись Владиславу, о 12:00 на дзвінок відповів незнайомий, сказавши, що Владислава тяжко поранено. В живіт Владислава потрапила куля від АК-74 (калібр 5,45 мм). Вона зачепила печінку, нирку, легеню і нервові закінчення хребта, пробивши діафрагму.
З поля бою непритомного хлопця відтягли його побратими і передали в готель «Україна» лікарям. Відвезти його в лікарню можливості не було — швидкі на Майдан не пускали. На допомогу прийшли волонтери Богдана Пеняк, іноземці Уляна і Марко Супрун (вони розмовляли англійською). Це подружжя переїхало в Україну через тиждень після початку Революції Гідності. Чоловік народився в Канаді, а дружина — у США. Уляна — лікар, тож професійно оцінила становище Влада (у 2016 році її призначено в. о. міністра охорони здоров'я). Вони повезли хлопця не в найближчу 17-ту Київську лікарню, яка на той час була вже переповнена, а в Солом'янську клінічну лікарню № 4. Там він був одним із перших майданівських пацієнтів.

### Лікування
Владиславу повідомили, що Янукович втік з країни. Наступного дня йому стало гірше, відновилась кровотеча. Після операції у нього залишилася половина печінки. Влад боровся за життя вісім днів. Він постійно приходив до тями. На мигах показував, що бореться. «Ми навіть обнялися один раз. Попри свій стан, він трохи підвівся, намагаючись обійняти мене», — згадує брат. Батько розповідає, що звернувся до різних церковних конфесій, аби молилися за сина.

### Останні дні
Хлопцю зробили кілька операцій, видалили частину печінки. Його збиралися відправляти на лікування в Німеччину чи Ізраїль. Але почалося запалення легенів, відмовили нирки. Влад був перевезений з Київської міської клінічної лікарні № 4 до реанімаційного Інституту серця 28 лютого 2014 року о 14.30. О 16:45 хвилин серце Владислава зупинилось.
Харківська влада не надавала жодної допомоги пораненому. Труну з Владиславом доставили до Харкова в храм Святого Іоанна Богослова (КП). Через сепаратистську бійню 1 березня 2014 року в Харкові побратими Владислава сумнівались у своїй безпеці, тож оголосили час і дату похорону лідеру Харківського Євромайдану Дмитру Пилипцю. І розраховували, що кожен може прийти на свій страх і ризик. Було повною несподіванкою побачити біля пам'ятника Шевченку стільки людей у центрі Харкова, які з українськими прапорами і гаслами «Герої не вмирають», прийшли попрощатися з Владиславом.
Збереглося відео, де Владислав виступає на Харківському Євромайдані, він говорив: «Ви повинні не забувати: щоб змінити весь світ, треба починати з себе, треба вдосконалюватись, ставати розумнішими, читати хороші, добрі книжки! Займатися спортом, хлопці — єдинобороствами. Використовуйте цей запал Майдану, щоб змонтувати себе! Щоб стати кращими, достойними нашої країни, сильними, розумними і чесними. Слава Україні!»

## Вшанування пам'яті

Меморіальна дошка на честь харківських героїв Небесної сотні на стіні Іоано-Богословського храму

- Меморіальна дошка на честь харківських героїв Небесної сотні на стіні Іоано-Богословського храмуВ Університеті залізничного транспорту відкрито пам'ятну дошку Владиславу.[2]
- На честь Владислава Зубенка перейменовано вулицю в м. Харків (попередня назва — вулиця Тимурівців).
- 20 лютого 2017 року в УкрДУЗТ, у якому навчався Влад, відкрили аудиторію його імені. Аудиторія 1.415 з новим комп'ютерно-медійним обладнанням призначена для навчання студентів факультету Управління процесами перевезень[3][4][5].
- 1 квітня 2017 року пасажирському поїзду № 115/116 Харків—Чернівці категорії «Нічний експрес» регіональної філії «Південна залізниця» ПАТ «Укрзалізниця» присвоєно ім'я Героя України — Героя Небесної Сотні Владислава Зубенка[6][7].
- Кабінет Міністрів України 15 листопада 2017 р. заснував в числі стипендій імені Героїв Небесної Сотні для студентів та курсантів закладів вищої освіти державної форми власності, які здобувають вищу освіту стипендію імені Владислава Зубенка за спеціальністю «Залізничний транспорт».[8]
- 21 вересня 2021 року відкрита меморіальна дошка на стіні Іоано-Богословського храму ПЦУ в Харкові[9].

### Нагороди
- Звання Герой України з удостоєнням ордена «Золота Зірка» (21 листопада 2014, посмертно) — за громадянську мужність, патріотизм, героїчне відстоювання конституційних засад демократії, прав і свобод людини, самовіддане служіння Українському народу, виявлені під час Революції гідності[10].
- Медаль «За жертовність і любов до України» (УПЦ КП, червень 2015) (посмертно)[11].